# Cinta Costera
La Cinta Costera, odonyme espagnol signifiant littéralement en français « Ceinture côtière », est une voie rapide du Panama permettant la traversée de la capitale Panama entre le district de Balboa et le secteur de Punta Paitilla. Couplée au Corredor Sur au nord-est, elle est intégrée à la route panaméricaine.
Construite en majorité sur des terre-pleins gagnés sur la mer et aménagés en promenades, la voie rapide comprend aussi un viaduc édifié sur la mer et contournant le quartier colonial de San Felipe.

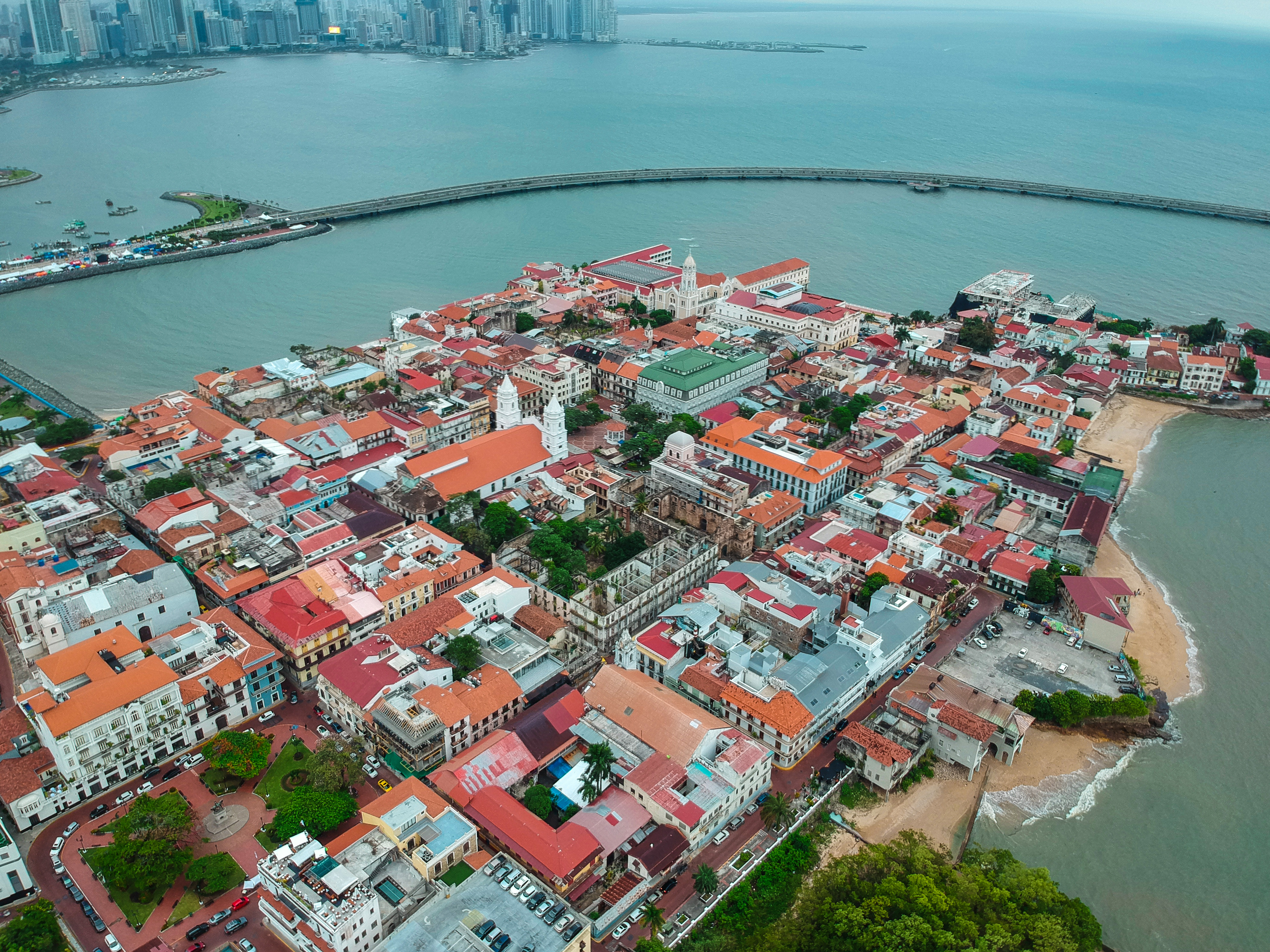
Vue aérienne du quartier colonial de San Felipe entouré par la Cinta Costera.